# 奥野春菜
奥野 春菜（おくの はるな、1999年3月18日 - ）は、三重県出身の女子レスリング選手。階級は53㎏級と55kg級。身長158cm。

## 来歴
2歳半の時にオリンピック3連覇の吉田沙保里を輩出した一志ジュニア教室で姉に続いてレスリングを始めた。久居西中学時代はジュニアクイーンズカップや全国中学生選手権52kg級などで優勝を飾った。久居高校時代にはインターハイで女子史上2人目の3連覇を果たした。また、1年の時には世界カデット選手権で3位、2年の時にはアジアカデット選手権で優勝、3年の時には世界カデット選手権で優勝した。
2017年には至学館大学へ進学した。1年の時には全日本選抜の55kg級に出場すると、初戦でライバルである安部学院高校3年の南條早映を破ると、決勝では元世界チャンピオンの浜田千穂に競い勝って初優勝を飾った。その後の強化合宿での内容などを踏まえて世界選手権代表に選ばれた。世界選手権では準決勝まで圧勝するも、決勝ではナイジェリアのオデュナヨ・アデクオロイに5-4で競い勝って18歳にして世界チャンピオンとなった。続いて初開催となった23歳以下の世界一を決める大会であるU-23世界選手権では決勝で世界選手権3位のベラルーシのイリナ・クラチキナを5－2で破って55kg級の初代世界チャンピオンとなった。全日本選手権では新階級の53kg級に出場して優勝を飾った。2018年3月に高崎で開催されたワールドカップでは日本チームの優勝に貢献した。
2年の時には全日本選抜選手権で優勝して世界選手権代表に選ばれた。アジア大会では準決勝で北朝鮮のパク・ヨンミに敗れて3位だった。世界選手権では決勝でアメリカのサラ・ヒルデブラントに11－0でテクニカルフォール勝ちして、前年の55㎏級に続いて大会2連覇を飾った。
3年の時にはジュニアクイーンズカップ決勝で至学館大学の今井佑海を6－1で破って優勝した。全日本選抜選手権では決勝で55kg級世界チャンピオンの向田真優に1-2で敗れて、世界選手権代表にはなれなかった。7月には非オリンピック階級である55kg級の世界選手権代表選考プレーオフで入江ななみに敗れて、この階級でも世界選手権代表にはなれなかった。世界ジュニア53㎏級では優勝を飾った。これにより、史上初となる4部門(カデット、ジュニア、U-23及びシニア)での世界チャンピオンとなった。U-23世界選手権では53kg級で優勝して、2年前の55kg級に続いて2階級制覇を果たした。成田で開催されたワールドカップでは全勝して日本チームの大会5連覇に貢献した。全日本選手権では決勝で入江を破って優勝した。
2021年からは自衛隊体育学校の所属になった。2022年の全日本選抜選手権では決勝で世界チャンピオンである日体大1年の藤波朱理に敗れて2位だった。U-23世界選手権では3度目の優勝を飾った。全日本選手権では準決勝でオリンピックチャンピオンの志土地真優を破るも、決勝で藤波に0－5で敗れて2位だった。7月には非オリンピック階級である世界選手権55㎏級の代表決定プレーオフで優勝した。世界選手権では決勝でアメリカのジャッカラ・ウィンチェスターを4－2で破って、世界選手権3度目の優勝を飾った。12月の全日本選手権では決勝で育英大学2年の清岡もえに敗れて2位だった。2024年5月の全日本選抜選手権には村山姓で出場して優勝するも、世界選手権代表決定プレーオフで清岡に2－3で敗れた。全日本選抜選手権では53㎏級に出場すると、決勝とプレーオフで清岡に勝利して世界選手権代表に選ばれた。

## 主な戦績
- 2011年 -　ジュニアクイーンズカップ 中学生の部　3位（48kg級）

52kg級での戦績
- 2012年 -　ジュニアクイーンズカップ 中学生の部　3位
- 2012年 -　JOC杯カデットの部　3位
- 2012年 -　全国中学生選手権　3位
- 2012年 -　全日本女子オープン選手権（中学生の部）　優勝
- 2013年 -　ジュニアクイーンズカップ 中学生の部　優勝
- 2013年 -　JOC杯カデットの部　3位
- 2013年 -　全日本女子オープン選手権（中学生の部）　優勝
- 2013年 -　全国中学生選手権　優勝
- 2013年 -　全国中学選抜選手権　優勝
- 2014年 -　ジュニアクイーンズカップ カデットの部　2位
- 2014年 -　JOC杯カデットの部　2位
- 2014年 -　世界カデット選手権　3位
- 2014年 -　インターハイ　優勝
- 2014年 -　全日本女子オープン選手権（高校生の部）　優勝（56kg級）
- 2014年 -　全日本選手権　3位（55kg級）
- 2015年 -　クリッパン女子国際大会　カデットの部　優勝
- 2015年 -　ジュニアクイーンズカップ カデットの部　2位
- 2015年 -　JOC杯カデットの部　優勝（56kg級）
- 2015年 -　アジアカデット選手権　優勝
- 2015年 -　インターハイ　優勝
- 2015年 -　全日本女子オープン選手権（高校生の部）　優勝（56kg級）
- 2015年 -　全日本選手権　5位（53kg級）
- 2016年 -　クリッパン女子国際大会　カデットの部　優勝
- 2016年 -　ジュニアクイーンズカップ カデットの部　優勝
- 2016年 -　インターハイ　優勝
- 2016年 -　世界カデット選手権　優勝
- 2016年 -　全日本女子オープン選手権（シニアの部）　3位（53kg級）
- 2016年 -　全日本選手権　5位（53kg級）
- 2017年 -　クリッパン女子国際大会　優勝（53kg級）

55kg級での戦績
- 2017年 -　ジュニアクイーンズカップ ジュニアの部　優勝
- 2017年 -　JOC杯 ジュニアの部　優勝
- 2017年 -　全日本選抜　優勝
- 2017年 -　世界選手権 優勝
- 2017年 -　U-23世界選手権　優勝

53kg級での戦績
- 2017年 -　全日本選手権　優勝
- 2018年 - ワールドカップ 優勝
- 2018年 -　ジュニアクイーンズカップ ジュニアの部　優勝
- 2018年 -　全日本選抜選手権　優勝
- 2018年 -　アジア大会　3位
- 2018年 - 世界選手権　優勝
- 2019年 - ジュニアクイーンズカップ ジュニアの部　優勝
- 2019年 -　全日本選抜選手権　2位
- 2019年 -　世界ジュニア　優勝
- 2019年 -　全日本学生選手権　優勝
- 2019年 -　U-23世界選手権　優勝
- 2019年 - ワールドカップ 優勝
- 2019年 -　全日本選手権　優勝
- 2021年 - 全日本選抜選手権　3位
- 2021年 -　全日本選手権　3位
- 2022年 -　全日本選抜選手権　2位
- 2022年 -　U-23世界選手権　優勝
- 2022年 -　全日本選手権　2位
- 2023年 - 全日本選抜選手権　3位

55㎏級での戦績
- 2023年 - 世界選手権　優勝
- 2023年 -　全日本選手権　2位
- 2024年 - 全日本選抜選手権　優勝
- 2024年 -　全日本選手権　優勝
- 2025年 -　アジア選手権 3位

53㎏級での戦績
- 2025年 -　全日本選抜選手権　優勝

（出典）